# Comps (Gironda)
Comps é uma comuna francesa na região administrativa da Nova Aquitânia, no departamento da Gironda. Estende-se por uma área de 1,66 km². Em 2010 a comuna tinha 555 habitantes (densidade: 334,3 hab./km²).